# Youngstorget
Youngstorget est une place d'Oslo (Norvège).
Elle concentre les sièges du Parti travailliste norvégien, du Parti libéral et du syndicat LO.
Le fond de la place est barré par l'ancien poste de police et des commerces au dessous.